# FLORIDA
Pour les articles homonymes, voir Florida.
Le système FLORIDA (en allemand : Florida Radarersatz Radarluftlagesystem Kommunikationssystem) était un système de surveillance et de gestion de l'espace aérien des Forces aériennes suisses. Construit par Hughes Aircraft, il a remplacé le système SFR Luftraumüberwachungssystem (de) en 1970. Il a été lui-même remplacé par le système FLORAKO en 2003. 

## Galerie d'images

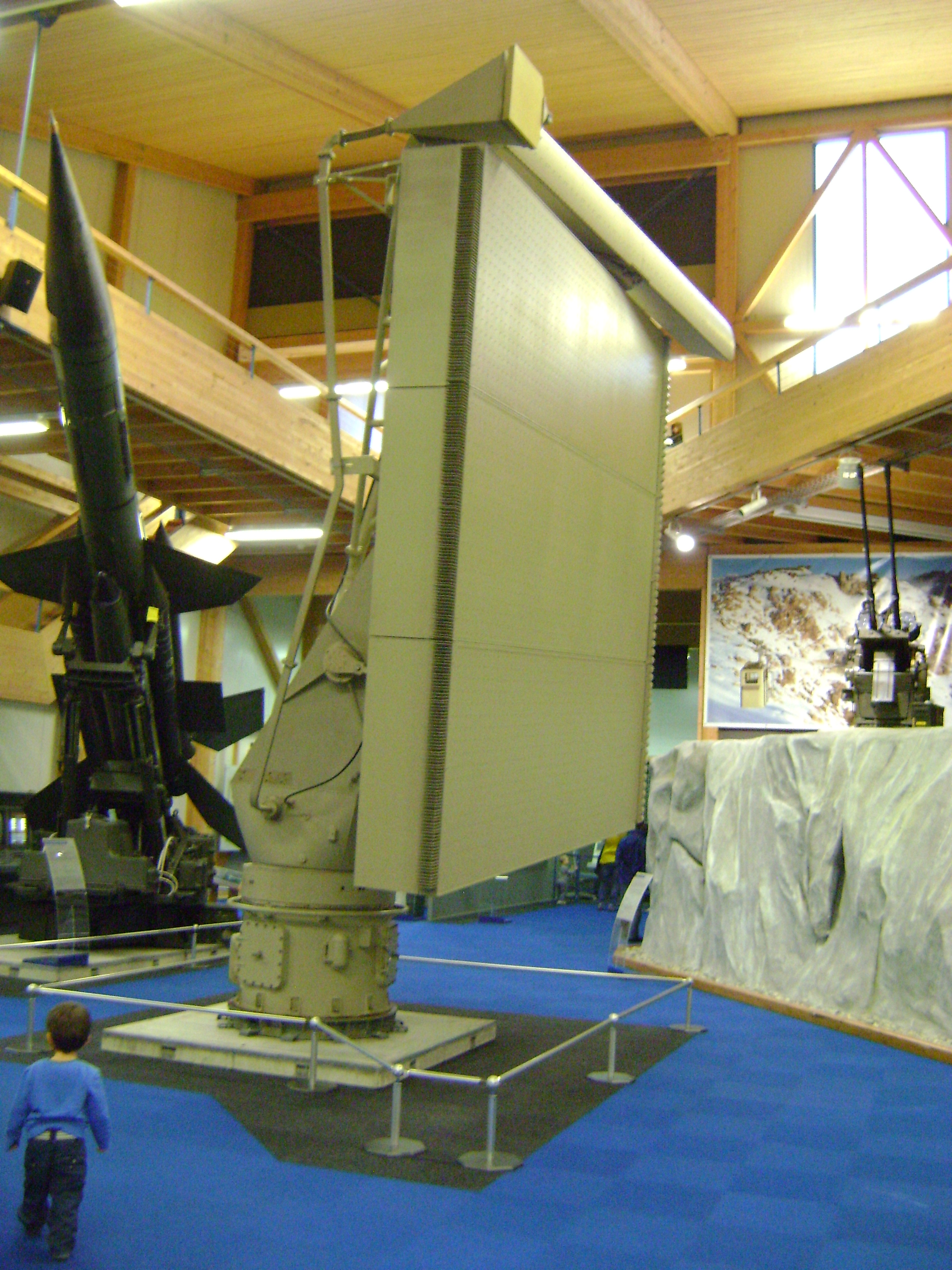
Antenne du radar FLORIDA au Flieger Flab Museum à Dübendorf
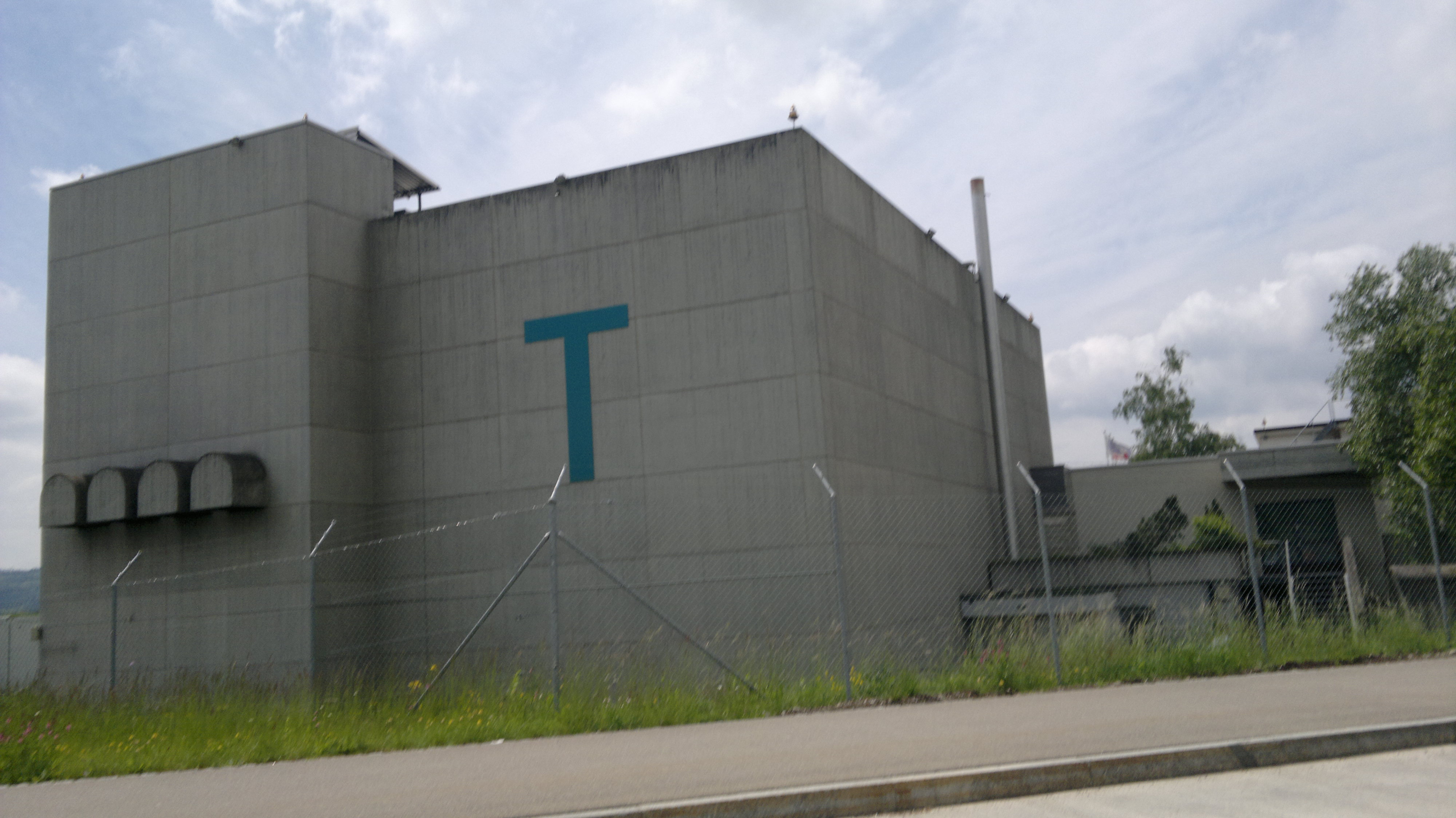
Ancienne centrale d'engagement
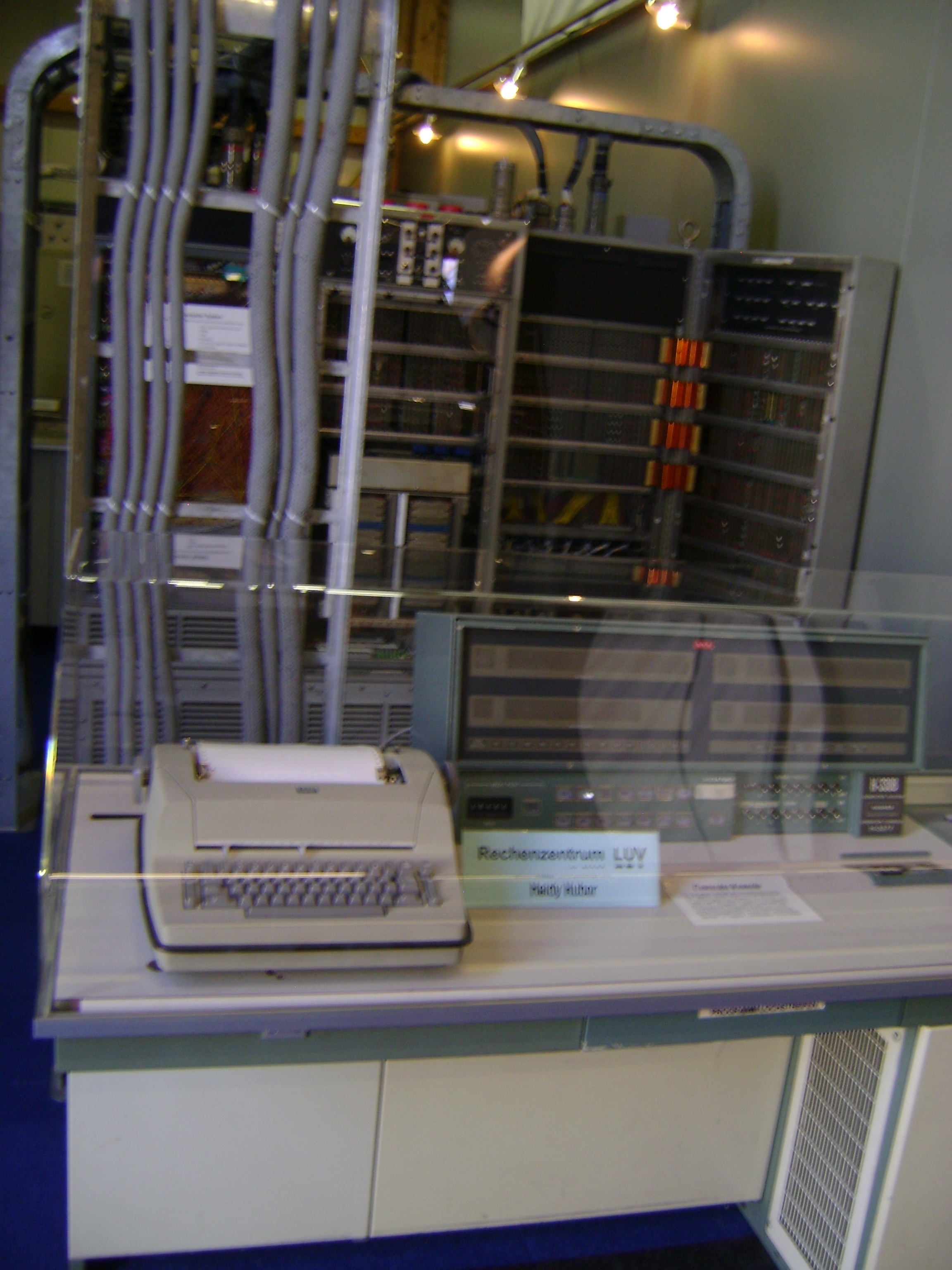
Station de collecte des données de Florida
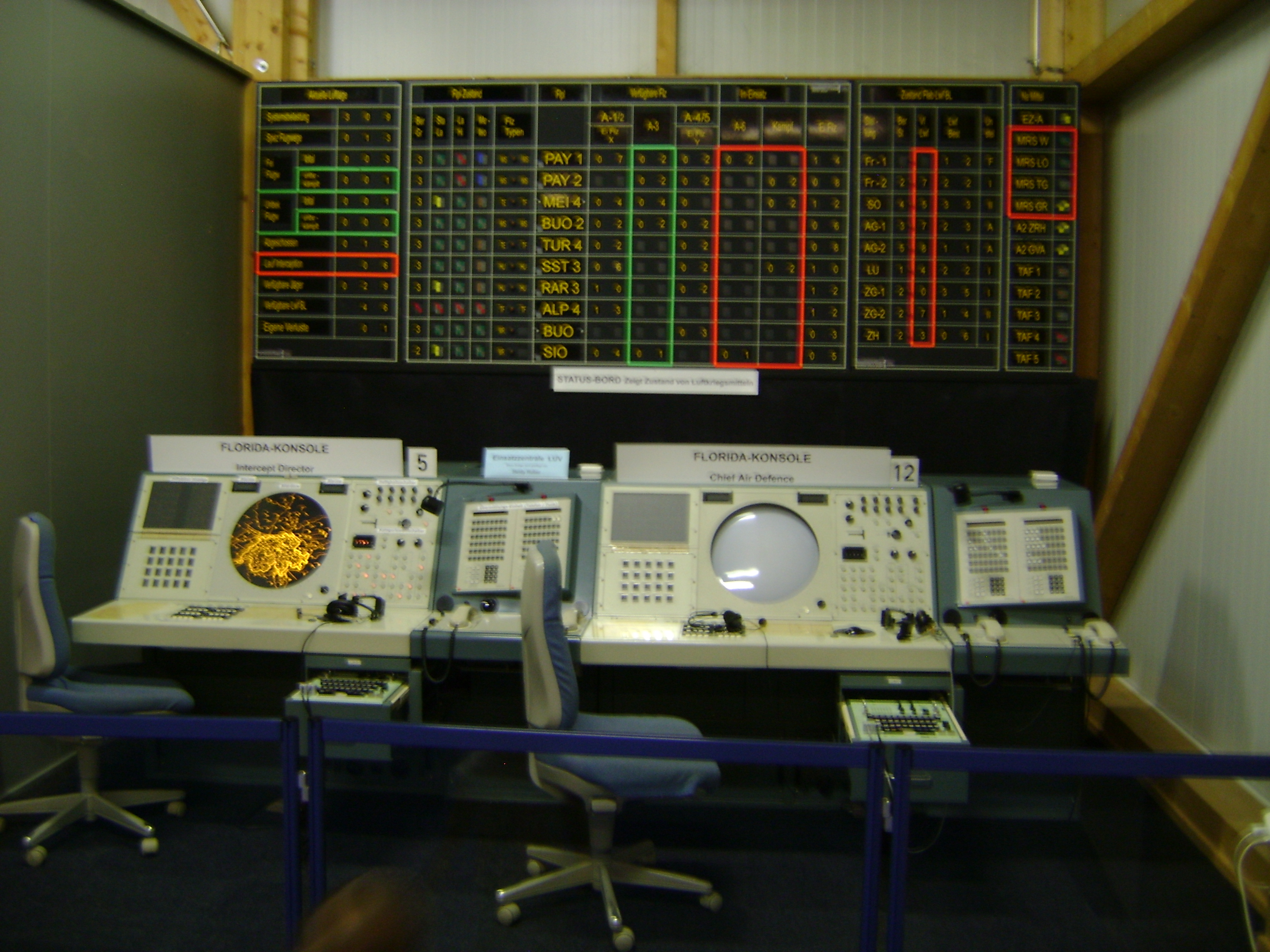
Centrale d'engagement au Flieger Flab Museum à Dübendorf